# Boletín Comercial e Industrial
Boletín Comercial e Industrial (abreviado Bol. Comercial Industr.) fue una revista con ilustraciones y descripciones botánicas que fue publicada en Caracas desde 1920 hasta 1924, de la que se publicaron 5 números.